# Intercités Grand bassin parisien sud
Intercités Grand bassin parisien sud est l'une des cinq directions du réseau de transport ferroviaire Intercités, exploité par la SNCF depuis 2006, reliant entre elles les principales villes du sud du bassin parisien et les reliant à Paris.

## Réseau
Le réseau Intercités Grand bassin parisien sud se compose de cinq lignes reliant Paris à la province :
- Paris-Bercy - Nevers - Moulins-sur-Allier - Saint-Germain-des-Fossés - Vichy - Riom-Châtel-Guyon - Clermont-Ferrand ;
- Paris-Austerlitz - Les Aubrais - Vierzon - Châteauroux - La Souterraine - Limoges-Bénédictins - Brive-la-Gaillarde - Cahors - Montauban-Ville-Bourbon - Toulouse-Matabiau
- Paris-Austerlitz - Les Aubrais - Blois - Tours (également appelée ligne Aqualys) ;
- Paris-Austerlitz - Les Aubrais - Bourges - Montluçon ;
- Paris-Austerlitz - Les Aubrais - Poitiers - Angoulême - Royan (estival seulement) ;

et de deux lignes reliant entre elles des villes du sud du Bassin parisien :  
- Nantes - Angers - Tours - Bourges - Moulins - Saint-Germain-des-Fossés - Roanne - Lyon ;
- Caen - Le Mans - Tours.